# Kerekasztal (Britannia)

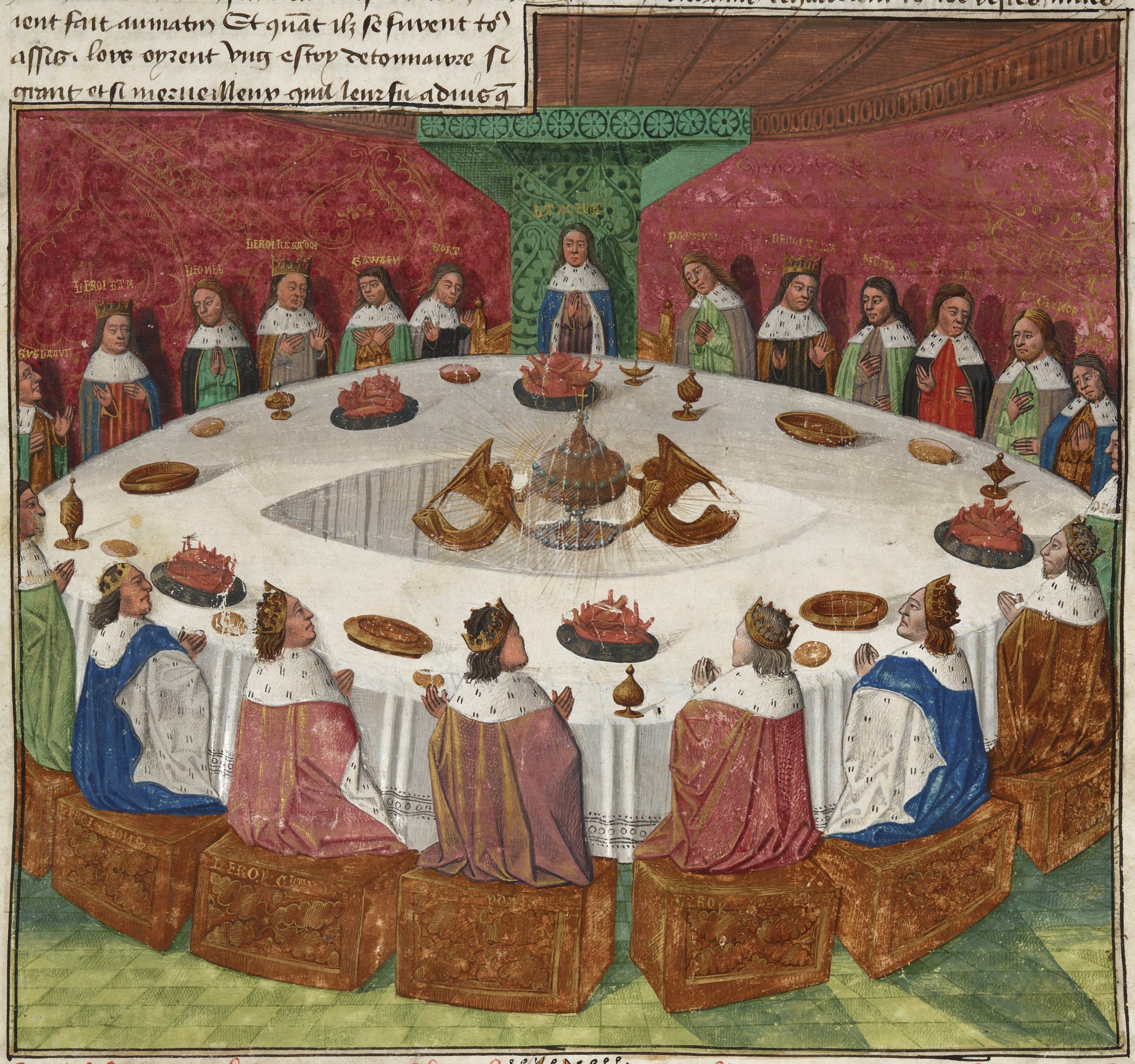
Artúr király és a mondabeli kerekasztal lovagjai, 15. századi miniatúra

A kerekasztal az Artúr-mondakörben Britannia legendás királyának csiszolt márványasztala. Uther Pendragon adta ajándékba Leodagrance-nak, aki nászajándékként Artúr királynak adta. A kerekasztal a volt római provincia, Britannia Camelot nevű várában állt. Az egyenlőséget szimbolizáló asztal körül 12 (más legendaváltozatban 50 vagy 150) lovag fért el.
Kereksége azt jelképezte, hogy a körülötte ülők egyenrangúak, nincs asztalfő. Minden lovag arra vágyott, hogy bekerülhessen a kerekasztal lovagjai közé, de ezt a megtiszteltetést csak nehezen lehetett kivívni. Ha valamelyik lovag meghalt, az üres szék fölött megjelent annak a neve, aki méltó a hely elfoglalására. Egyetlenegyszer fordult elő, hogy az üres székre valaki hívatlanul üljön le; az illető nyomban elsüllyedt a mélybe, ahonnan szörnyű kiáltás hallatszott, majd a szék felemelkedett, ülésén csontok voltak.
A kerekasztal leghíresebb lovagjai Artúron kívül: Lancelot, Galahad, Gawain, Parszifal, Erek, Iwein.

## Történet
A breton Wace Roman de Brut című verses elbeszélése említi először 1155-ben: Artúr király készíttetett egy kerek asztalt, hogy főurai közül egyik se érezhesse magát magasabb rangúnak a többinél, ha helyet foglal. A XIII. századtól lovagregényekben a Kerekasztal lovagjaiként emlegették őket és társaságuk nemcsak hasonlított a középkori lovagrendekre, hanem azok mintaképéül is szolgált. 1200 körül Robert de Borrou Joseph of Arimathea: A Romance of the Grail című költeményében a hős Parceval által keresett Grált azzal a kehellyel azonosította, amelyből Krisztus az utolsó vacsorán ivott. Józsefet bízták meg azzal, hogy az utolsó vacsora emlékére készítsen egy asztalt, s hagyja üresen Júdás helyét. A helyet csak a Grál kiválasztott hőse foglalhatta el kockázat nélkül. 
A 13. századi ún. Vulgata ciklusban a Szent Grál legendában összeolvadt az Artúr-mondakörrel. A Kerekasztal átvette a Grál asztal szerepét. Az asztalt itt Merlin varázsló készíti Artúr apja, Uther Pendragon számára, aki mellett szintén van egy üres hely. Ezután a carmelidai Leodegran király birtokába kerül, aki lánya, Ginevra hozományával együtt adja át vejének, Artúrnak. A Kerekasztal testvériségébe csak a legvitézebb férfiak léphetnek be, és a „veszélyes” helyet továbbra is üresen hagyják a gáncstalan lovag, Galahad eljöveteléig, aki megtalálja a Grált. 
A winchesteri kastélyban őriznek egy hatalmas faasztalt, amiről a hagyomány azt tartja, ez Arturé. Átmérője öt és fél méter. Ez az asztal 1230-1300 között készült. 1522-ben átfestették, ekkor közepére a Tudor-rózsa motívum került.

## Irodalmi feldolgozások
- Szerb Antal: A Pendragon-legenda, mek.oszk.hu